# Sophie Devine
Sophie Frances Monique Devine (* 1. September 1989 in Porirua, Neuseeland) ist eine neuseeländische Cricket- und Hockeyspielerin die seit 2006 für die neuseeländische Cricket-Nationalmannschaft spielt und zwischen 2020 und 2024 ihre Kapitänin war. Zwischen 2009 und 2012 war sie auch Teil der Neuseeländische Hockeynationalmannschaft der Damen.

## Kindheit und Ausbildung
Als Kind spielte sie zahlreiche Sportarten, konzentrierte sich jedoch in der Jugend auf Hockey und Cricket. Aufgewachsen in Wellington zog sie mit der Familie nach der Versetzung ihres Vaters nach Christchurch. Sie besuchte das Tawa College und spielte dort für die Jugen-Mannschaft. Im Jahr 2003 gab sie für Wellington ihr First-Class Debüt. Mit 15 Jahren bekam sie die Diagnose Diabetes und begann kurz darauf mit dem Hockeyspiel in einem lokalen Verein. Nach der Highschool studierte sie in Wellington an der Universität, was sie neben ihrer Sportkarriere absolvierte.

## Aktive Karriere

### Anfänge in der Cricket-Nationalmannschaft
Ihr Debüt in der Nationalmannschaft hatte sie auf der Tour in Australien im Oktober 2006 als 17-Jährige, als sie dort ihr erstes WTwenty20 und WODI bestritt. Das erste Mal Aufmerksamkeit erzielte sie im März 2007 bei einem Vier-Nationen-Turnier in Indien gegen England, als ihr 3 Wickets für 38 Runs gelangen. Im Jahr 2010 konnte sie dann endgültig ihren Durchbruch als All-rounderin erreichen. Im Frühjahr bei der Tour in Australien gelang ihr im zweiten WTwenty20 3 Wickets für 24 Runs als Bowlerin und 48 Runs am Schlag. Im ersten WODI der Tour konnte sie mit einem Half-Century über 74* ungeschlagenen Runs und 2 Wickets für 63 Runs im Bowling überzeugen. Im Sommer auf der Tour in England gelang ihr ein Half-Century über 50 Runs im ersten WODI und 3 Wickets für 26 Runs im dritten WTWenty20. Daraufhin pausierte sie ihre Cricket-Karriere.

### Spiele in der Hockey-Nationalmannschaft
Ab 2009 war sie Teil der Hockey-Nationalmannschaft und konzentrierte sich in der Folge voll auf diesen Sport und hatte dort ihren Durchbruch im Jahr 2011. War sie noch zunächst nur am Rande der Nationalmannschaft konnte sie sich mit nach ihrer Nominierung für die Champions Trophy 2011 und Touren gegen die Vereinigten Staaten und Australien etablieren. Sie überzeugte vor allem in ihrem Spielverhalten im Ballbesitz, Tackling und Schlenzen. Auch spielte sie bei der Champions Trophy 2012. Jedoch verpasste sie die Nominierung zu den Olympischen Spielen in London. Nachdem sie in 2013 einen der ersten professionellen Cricket-Verträge im neuseeländischen Cricket erhalten hatte, konzentrierte sie sich vollständig auf Cricket.

### Rückkehr zum Cricket
Ihre Rückkehr zum internationalen Cricket absolvierte sie beim ICC Women’s World Twenty20 2012, wobei sie dort in der Vorrunde gegen Südafrika ein Fifty über 59 Runs erzielen konnte und als Spielerin des Spiels ausgezeichnet wurde. Im Februar 2013 war sie auch Teil der neuseeländischen Mannschaft für den Women’s Cricket World Cup 2013. Ihre herausragende Leistung absolvierte sie dort ebenfalls gegen Südafrika, als sie ihr erstes Century über 145 Runs aus 131 Bällen gelang, wofür sie ebenfalls als Spielerin des Spiels ausgezeichnet wurde. Ein Jahr später gegen die West Indies konnte sie 3 Wickets für 9 Runs im fünften WTWenty20 der Tour erzielen. Im September 2014 reiste sie mit dem Team in die West Indies und konnte dort ein Half-Century über 89 Runs erreichen. Im zweiten Teil der Saison 2014/15 konnte sie ein Fifty über 58 Runs auf der Tour gegen England erzielen. Auch war sie Teil der Mannschaft beim ICC Women’s World Twenty20 2014, wobei ihr 44 Runs gegen Pakistan und 40 Runs, sowie 2 Wickets für 26 Runs, gegen Südafrika. Letzteres reichte jedoch nicht zum Sieg und so schied Neuseeland in der Vorrunde aus.
Im Sommer 2015 konnte sie auf der Tour in Indien einmal 3 Wickets für 40 Runs und ein Half-Century über 89 Runs in den WODIs erreichen. In der WTWenty20-Serie gelang ihr dann noch mal ein Fifty über 70 Runs, was zu diesem Zeitpunkt das mit 18 Bällen schnellste erzielte Half-Century im WTwetny20 war. In der Saison 2015/16 konnte sie zwei Half-Centuries erzielen. Zunächst gelang ihr gegen Sri Lanka 54 Runs im ersten WTwenty20 und dann noch mal 67 Runs auf der Tour gegen Australien. Beim ICC Women’s World Twenty20 2016 konnte sie in der Vorrunde gegen Südafrika 3 Wickets für 16 Runs erreichen. Im Halbfinale gegen die West Indies gelangen ihr gar 4 Wickets für 22 Runs, jedoch reichte dieses nicht für den Finaleinzug. Im November 2016 erzielte sie dann noch einmal ein Fifty über 54 Runs auf der Tour gegen Pakistan.

### Fokus aufs Batting
Beim Women’s Cricket World Cup 2017 in England war ihre beste Leistung ein Half-Century über 93 Runs gegen Pakistan. Im Oktober 2017 traf sie mit dem Team erneut auf Pakistan und konnte dort ein Century über 103 Runs aus 119 Bällen und ein Fifty über 62 Runs in den WODIs, sowie ein Half-Century über 70 Runs in den TWenty20s erzielen. Ein Höhepunkt ihrer Karriere konnte sie auf der Tour gegen die West Indies im März 2018 erreichen. In den drei WODIs erreichte sie ein Century über 108 Runs aus 103 Bällen, sowieso zwei weitere Half-Centuries (80 und 73* Runs) erzielen und so die Serie deutlich dominieren. In der anschließenden WTwenty20-Serie erzielte sie 3 Wickets für 12 Runs im zweiten Spiel. Im Sommer 2018 reiste sie mit dem Team nach Europa. Gegen Irland erzielte sie ein Century über 108 Runs aus 61 Bällen. In einem nachfolgenden Drei-Nationen-Turnier in England im WTwenty20 konnte sie gegen Südafrika zwei Fifties (68* und 52 Runs) erzielen. In der daran anschließenden WODI-Sere gegen England konnte sie ein weiteres Century über 117* Runs aus 116 Bällen erreichen.

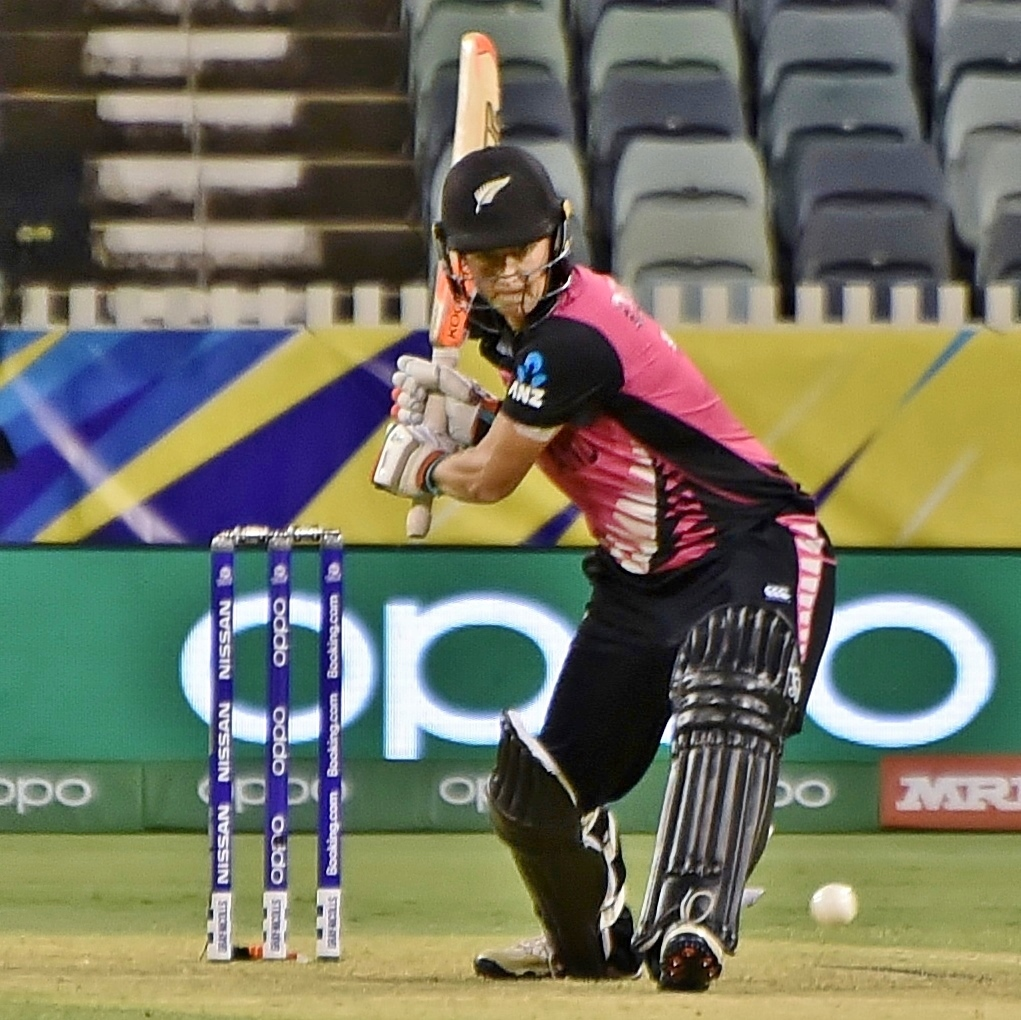
Devine im Jahr 2020

Beim ICC Women’s World Twenty20 2018 bei dem Neuseeland in der Vorrunde ausschied, war ihre beste Leistung ein Fifty über 51 Runs im abschließenden Spiel gegen Irland. Zum Ende der Saison 2018/19 gelangen ihr gegen Indien zwei Half-Centuries (62 und 72 Runs) und in Australien ein weiteres (58 Runs). In der Vorbereitung zur nächsten Weltmeisterschaft kam im Februar 2020 Südafrika nach Neuseeland. Devine wurde als Kapitänin bestimmt, da die amtierende Kapitänin Amy Satterthwaite ein Kind bekam. In der WTwenty20-Serie erzielte sie in den ersten drei Spielen jeweils ein Half-Century (54*, 61 und 77 Runs). Im abschließenden Spiel erzielte sie dann ein Century über 105 Runs aus 65 Bällen und sicherte so mit ihrem ersten WTWenty20-Century den Serien-Sieg. Beim dann folgenden ICC Women’s T20 World Cup 2020 erzielte sie ein Fifty über 75* Runs gegen Sri Lanka jedoch gelang es ihr nicht mit dem Team das Halbfinale zu erreichen.

### Ernennung zur Kapitänin
Im Juli 2020 wurde sie zur permanenten Kapitänin ernannt. Im Oktober 2020 konnte sie bei der Tour in Australien in den WTwenty20 einmal 3 Wickets für 18 Runs und den WODIs ein Fifty über 79 Runs erzielen. Auf der Tour gegen England konnte sie im dritten WTwenty20 3 Wickets für 30 Runs erzielen. Am Ende der Saison 2020/21 machte sie eine Pause, nachdem sie sich nicht mehr fit genug fühlte, um weitere Spiele zu bestreiten. Bei der Women’s Big Bash League 2020/21, bei der sie für die Perth Scorchers spielte, wurde sie zum zweiten Mal in Folge als Spielerin des Turniers ausgezeichnet. Im Sommer 2021 auf der Tour in England konnte sie im zweiten WTwenty20 ein weiteres Fifty über 50 Runs erreichen. Beim Women’s Cricket World Cup 2022 eröffnete sie das Turnier mit einem Century über 108 Runs aus 127 Bällen gegen die West Indies, was jedoch nicht zum Sieg ausreichte. Ein weiteres Half-Century über 93 Runs erreichte sie gegen Südafrika, doch ging auch das Spiel verloren und Neuseeland schied in der Vorrunde aus.
Bei den Commonwealth Games 2022 in Birmingham führte sie das Team ins Halbfinale, unter anderem mit 3 Wickets für 37 Runs gegen Südafrika. Dort gelang ihr ein Half-Century über 53 Runs gegen Australien, was jedoch nicht zum Sieg reichte. Im Spiel um den dritten Platz erreichte sie ein weiteres Fifty über 51* Runs gegen England und hatte som einen wichtigen Anteil am Gewinn der Bronzemedaille. Im Oktober erzielte sie in der WTwenty20-Serie in den West Indies 3 Wickets für 29 Runs und wurde dafür als Spielerin des Spiels ausgezeichnet. Beim ICC Women’s T20 World Cup 2023 strauchelte Neuseeland unter ihrer Führung früh und ihre beste Leistung in der Vorrunde waren 16 Runs gegen Südafrika.

### Gewinn des WTwenty20-World-Cups
In der Saison 2023 erreichte sie in der WODI-Serie in Sri Lanka ein Century über 137 Runs aus 121 Bällen und wurde als Spielerin des Spiels ausgezeichnet. Die Saison 2023/24 begann mit einer Tour in Südafrika, wo ihr ein Fifty (61* Runs) im vierten WTwenty20 gelang. In der zugehörigen WODI-Serie erreichte sie 3 Wickets für 30 Runs im dritten Spiel. Bei einer WODI-Serie gegen Pakistan im Dezember folgte nach einem Fifty über 70 Runs im ersten Spiel ein weiteres Mal drei Wickets (3/25) im zweiten. Zum Ende der Saison erreichte die gegen England ein Fifty über 60 Runs in den WTwenty20s und ein Century über 100* Runs aus 93 Bällen in den WODIs, wofür sie jeweils ausgezeichnet wurde. Beim Gegenbesuch in England in der Saison 2024 gelang ihr ein weiteres Fifty (58* Runs) in der WTwenty20-Serie. Im Oktober 2024 führte sie dann das Team zum ICC Women’s T20 World Cup 2024, erklärte jedoch vorher, das sie als WTwenty20-Kapitänin nach dem Turnier zurücktreten werde. Im ersten Spiel gelang ihr gegen Indien ein Fifty über 57* Runs und führte das Team als Spielerin des Spiels zum entscheidenden Sieg der sie ins Halbfinale führte. Dort gelang ihnen gegen die West indies der Finaleinzug, wo sie sich den Titel gegen Indien sichern konnten. Nach dem Turnier erzielte sie in der WODI-Serie in Indien im zweiten Spiel ein Fifty über 79 Runs am Schlag und 3 Wickets für 27 Runs als Bowlerin, wofür sie ausgezeichnet wurde.